# Tidens Krav
Tidens Krav är en norsk lokaltidning som utges i Kristiansund i Møre og Romsdal fylke. Tidningen täcker primärt Nordmørsdistriktet, som består av 12 kommuner. Tidningen konkurrerade tidigare med Nordmørsposten. Tidens krav utkom första gången 1906.

## Upplaga
- 2006: 15 150
- 2007: 15 412